# Блакитні Діаманти
Блакитні Діаманти (англ. Blue Diamonds) — колишня пілотажна команда ВПС Філіппін.
Заснована в 1953 році, була однією з найстаріших формальних пілотажних команд у світі після Буревісників ВПС США (1953), Блакитних Янголів ВМС США (1946) і Патруль де Франс ВПС Франції (1931). З 2005 року Блакитні Діаманти неактивні.

## Історія
Команда була сформована на авіабазі Фернандо в місті Ліпа, Батангас, з особового складу 6-ї тактичної винищувальної ескадрильї Першими літаками команди стали чотири North American P-51 Mustang. Очолив групу другий лейтенант Хосе Гонсалес.
Перший виступ відбувся у листопаді 1953 в Манілі. У 1954 команда отримала назву «Блакитний Діамант» (англ. Blue Diamond): маються на увазі фірмовий колір ВПС і формація Diamond, основний стрій, в якому виступала команда. Склад розширили до п'яти літаків.
Наприкінці 1954 року «Блакитний Діамант» розформували, оскільки застарілі гвинтові P-51 Mustang були виведені з експлуатації, а більшість пілотів команди направили до США для перенавчання на North American F-86 Sabre.
У 1957 команду відновили на сімох F-86F. У 1958 команда вперше почала використовувати димогенератори. Того ж року додали соліста, у 1959 — другого, таким чином команда нараховувала дев'ять літаків. У 1960 кількість літаків зросла до 16 літаків, а назву команди змінили на «Блакитні Діаманти».
У 1961 році команда зменшила кількість до 12 літаків і почала використовувати кольоровий дим замість стандартного білого. У 1962 кількість літаків була скорочена до дев'яти літаків. У листопаді під час виступу на авіаційному тижні через збій двигуна загинув один з пілотів команди, після чого вона призупинила виступи.
У 1963 році Філіппіни взяли участь у миротворчій місії в Конго. Пілоти команди стали основою створеної для відправки до Конго ескадрильї тактичних винищувачів, тому цього року «Блакитні Діаманти» також не виступали.
Внаслідок переходу ВПС на нові літаки F-5 Freedom Fighter, у 1966 році «Блакитні Діаманти» дали прощальний виступ на шістьох F-86 Sabre і повернулися 2 травня 1968 на F-5A Freedom Fighter.
Паливна криза 1977 року призвела спочатку до скорочення кількості літаків (скорочено до чотирьох), а наступного року команду розформували. Відновили її лише у 1986, знову на шести F-5A.
У 2005 році, коли ВПС зняли з експлуатації і F-5, команду знову розформували. Розглядалося переоснащення новими літаками, такими як JAS 39 Gripen, F-16 Fighting Falcon, F/A-18 Hornet, IAI Kfir або Dassault Mirage 2000, але рішення поки не прийнято через фінансову ситуацію на Філіппінах.

## Інциденти
У 1962 команда мала виступити під час святкування Тижня авіації, але виступ тривав лише десять хвилин, після чого сталася катастрофа: у літака другого лейтенанта Сальвадора Абадеско виникла проблема з двигуном, і він впав до Манільської затоки. Пілот не зміг катапультуватися і загинув.